# Thomas Kemenater
Thomas Kemenater (Bolzano, 17 febbraio 1961) è un pilota automobilistico ed ex sciatore alpino italiano.

## Biografia

### Carriera sciistica
Specialista delle prove veloci originario di Merano, Thomas Kemenater in carriera conquistò un podio in Coppa del Mondo, suo unico piazzamento internazionale, il 24 gennaio 1982 nella combinata del trofeo del Lauberhorn di Wengen: 3º alle spalle dello svizzero Pirmin Zurbriggen e del cecoslovacco Ivan Pacák. Non prese parte né a rassegne olimpiche né ottenne piazzamenti ai Campionati mondiali.

### Carriera automobilistica
Dopo il ritiro dallo sci alpino, dal 1996 Kemenater si è dedicato all'automobilismo, nella competizioni di Turismo (Superstars Series, Ferrari Challenge); dal 2005 è anche istruttore presso il Centro Internazionale Guida Sicura di Andrea De Adamich a Varano de' Melegari.

## Palmarès

### Automobilismo
- Campione mondiale Ferrari Challenge nel 2002 e nel 2003[1]
- Campione italiano Ferrari Challenge nel 2002 e nel 2003[1]

### Sci alpino

#### Coppa del Mondo
- Miglior piazzamento in classifica generale: 66º nel 1982
- 1 podio (in combinata):
  - 1 terzo posto